# Che Lung
Che Lung ( čínsky pchin-jinem Hè Lóng, znaky zjednodušené 贺龙, tradiční 賀龍; 22. března 1896 – 9. června 1969) byl čínský vojenský vůdce, který byl jmenován jedním z deseti maršálů Čínské lidové republiky za svůj přínos k vítězství Komunistické strany Číny. Nejdříve se přidal ke Kuomintangu, poté však přešel na stranu komunistů. Účastnil se Dlouhého pochodu, občanské války i druhé čínsko-japonské války.

## Začátek kariéry
Narodil se v provincii Chu-nan v Sang-č' a byl synem vojenského důstojníka nízké hodnosti. Neměl žádné formální vzdělání a ve svých 20 letech započal svou revolucionářskou kariéru tím, že zabil místního soudce, aby pomstil svého strýce, který byl zabit kvůli nesplácení daní. Stal se tak psancem a příští dva roky žil jako bandita ve venkovských oblastech.
Na začátku dvacátých let se připojil k Čínské národní straně a stala se z něj důležitá místní vojenská osobnost. V roce 1923 byl povýšen na velitele nacionalistické dvacáté armády.

## Období před založením ČLR
Ke konci roku 1926 vstoupil do Komunistické strany Číny. Kuomintang opustil v roce 1927 poté, co Čankajšek násilně potlačoval komunisty a převzal velení dvacátého sboru Rudé armády Komunistické strany Číny. Che Lung a Ču Te plánovali a vedli neúspěšné povstání Nan-čchang v Ťiang-si, kdy se snažili obsadit město Nan-čchang, ale nebyli ho schopni ubránit proti nevyhnutelnému pokusu Kuomintangu o opětovné získání města. Poté, co byly vojenské složky poraženy, uprchl do Lu-fengu v Kuang-tungu, později byl stranou poslán do Šanghaje a posléze do Wu-chanu.
Po neúspěchu povstání Nan-čchang Che Lung odmítl nabídku ústředního výboru studovat v Rusku a vrátil se do Chu-nanu, kde v roce 1930 přivedl všechny partyzánské jednotky, aby vytvořil druhý sbor Rudé armády pod jeho velením. V roce 1935 se přidal k Dlouhému pochodu a v roce 1936 se jeho jednotky připojili k Mao Ce-Tungovi v Šan-si, kde Che Lung založil nové velitelství . Druhý sbor Rudé armády pod velením Che Lunga byl jednou z mála komunistických jednotek, které dorazily do Jen-anu většinou nedotčené a také jedinou jednotkou, jejíž počet během Dlouhého pochodu mírně vzrostl.
Od konce roku 1938 do roku 1940 bojoval v Chu-pej jak proti japonské armádě, tak proti partyzánům Kuomintangu. Jeho povinnosti se zvýšily během druhé čínsko-japonské války a roku 1943 byl povýšen na hlavního velitele komunistických sil v Jen-anu, Šan-si, Šen-si, Kan-su, Ning-sia a Vnitřním Mongolsku.
Ke konci druhé čínsko-japonské války velel přibližně 175 000 jednotkám, které operovaly v severozápadní Číně. Mezi jeho nejvýznamnější podřízené patřili Čang Cung-sün, Sü Kuang-ta a Pcheng Šao-chuej. V říjnu 1945, měsíc po kapitulaci Japonců, bylo Cheho velení nad jednotkami přeneseno na Pcheng Te-chuaje. Stal se Pchengovým zástupcem, ale většinu zbytku čínské občanské války strávil v ústředí strany v Jen-anu a jeho okolí.

## Období po založení ČLR
Po vítězství Komunistické strany Číny a založení ČLR v roce 1949 vedl Národní sportovní komisi. Byl jmenován maršálem a také se stal místopředsedou státní rady ČLR. Byl jedním z nejzcestovalejších členů komunistické strany a vedl řadu delegací do zahraničí, kde se setkával s vůdci jiných asijských zemí.
Během kulturní revoluce byl obviněn, že byl součástí protistranické frakce a posléze byl jako jeden z prvních vůdců Čínské lidové osvobozenecké armády zbaven funkce v roce 1966. Poté byl uvržen do domácího vězení a zemřel na cukrovku.